# Vuillery
Vuillery é uma comuna francesa na região administrativa de Altos da França, no departamento de Aisne. Estende-se por uma área de 1,09 km². Em 2010 a comuna tinha 43 habitantes (densidade: 39,4 hab./km²).